# Aeroportul Cape Palmas
Aeroportul Cape Palmas (IATA: CPA, ICAO: GLCP) este un aeroport din Liberia ce deservește zona Harper⁠(d).
Situat la o altitudine de 6 m, aeroportul dispune de o singură pistă.